# Szépen úszik a vadkacsa a vízen
A Szépen úszik a vadkacsa a vízen kezdetű magyar népdalt Lajtha László gyűjtötte a Pest-Pilis-Solt-Kiskun vármegyei Bogyiszlón 1922-ben.
A dallamnak számos kisebb-nagyobb eltérésű variációja van.

## Kotta és dallam
Szépen úszik a vadkacsa a vízen.

Szépen legel a lovam a réten.

Szépen szól a csengő a nyakába'.

Tiéd leszek én babám nemsokára.

## Felvételek
- Szépen úszik a vadkacsa a vízen - The wild duck nicely swims in the water. YouTube (2016. február 2.)  (Hozzáférés: 2016. február 27.) (audió)
- Szépen úszik a vadkacsa.wmv. Énekel: Szíjgyártó Sándor  YouTube (2012. április 11.)  (Hozzáférés: 2016. február 27.) (audió)
- Szépen úszik a vadkacsa a vízen. Énekel: Tóth Búvár Kálmán  YouTube (2015. február 11.)  (Hozzáférés: 2016. február 27.) (audió, fényképek)
- Marosszéki kerekerdő - szépen úszik a vadkácsa a vízen - szárnya a madárnak. YouTube (2012. november 2.)  (Hozzáférés: 2016. február 27.) (videó) 1:07–2:20.
- Szépen úszik a vadkácsa a vízen. Atlantic együttes. Énekel: Nagy Zsolt  YouTube (2013. július 20.)  (Hozzáférés: 2016. február 27.) (audió, fényképek)
- Szépen úszik a vadkacsa a vízen. Lugosi Tibor (tárogató)  YouTube (2015. március 2.)  (Hozzáférés: 2016. február 27.) (audió)